# (8446) Тазиев
(8446) Тазиев (лат. Tazieff) — типичный астероид главного пояса, открыт 28 сентября 1973 года советским астрономом Николаем Черных в Крымской астрофизической обсерватории и 13 октября 2000 года назван в честь бельгийского и французского геолога и вулканолога Гаруна Тазиева.

## Обнаружение и именование
(8446) Тазиев
Открыт 28 сентября 1973 года в Крымской астрофизической обсерватории Н. С. Черных.
Гарун Тазиев (1914—1998) — бельгийский геолог польского происхождения, вулканолог и писатель, был автором книг и фильмов о вулканах и землетрясениях. Выдающийся знаток вулканов, он был одним из лучших популяризаторов науки о Земле.
Оригинальный текст (англ.)8446 Tazieff
Discovered 1973 Sept. 28 by N. S. Chernykh at the Crimean Astrophysical Observatory.
Garun Tazieff (Taziev; 1914—1998), Polish-born Belgian geologist, volcanologist and writer, was the author of books and films about volcanoes and earthquakes. An outstanding connoisseur of volcanoes, he was one of the best popularizers of earth science.
Источники: 20001013/MPCPages.arc; M.P.C. 41383.

## Орбита

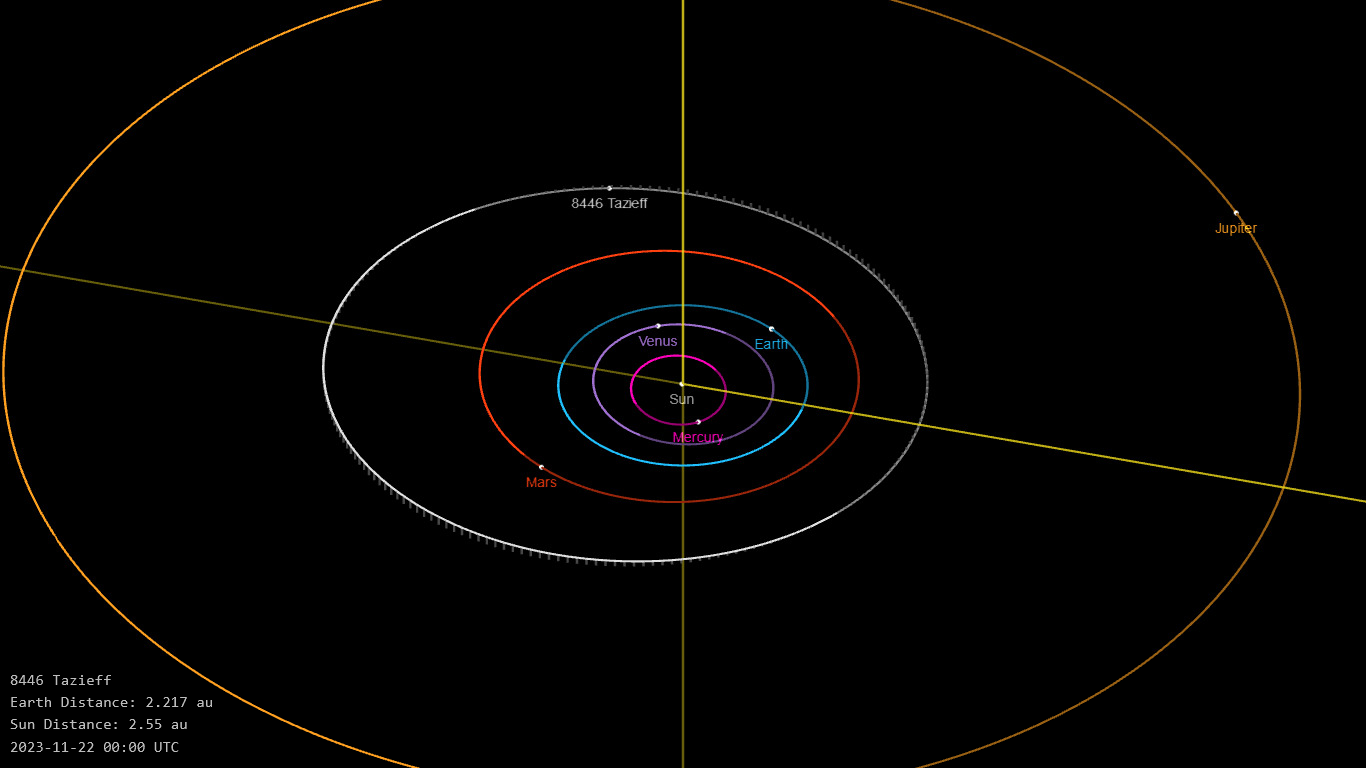
Орбита астероида Тазиев и его положение в Солнечной системе

## Физические характеристики
Астероид относится к таксономическому классу S.
По результатам наблюдений в видимом и ближнем инфракрасном диапазоне космического телескопа NEOWISE диаметр астероида оценивался равным 2,515±0,678 км. Согласно тем же источникам альбедо оценивается как 0,4425±0,1497 и 0,442±0,150.